# Emil Jónsson
Emil Jónsson (27 de outubro de 1902 – 30 de novembro de 1986) foi um político islandês. Ocupou o cargo de Primeiro-ministro da Islândia de 23 de dezembro de 1958 até 20 de novembro de 1959.